# Olivares de Júcar
Olivares de Júcar è un comune spagnolo di 345 abitanti situato nella comunità autonoma di Castiglia-La Mancia.